# Ann Mahoney
Ann Mahoney est une actrice américaine née le 25 avril 1976 à Rochester dans l'État de New York. Elle est principalement connue pour interpréter le rôle d'Olivia dans The Walking Dead.

## Filmographie

### Cinéma
- 2006 : Big Mamma 2 : Lisa la coach
- 2007 : Flakes : Astrid
- 2007 : A Dance for Bethany : Sarah
- 2009 : The Pool Boys : Marlene
- 2012 : King : Mme Pierce
- 2013 : Hateship, Loveship : la serveuse
- 2013 : The Bridge : Allison Antonich
- 2014 : Barefoot : Rita Walachowski
- 2014 : 99 Homes : Mme Tanner
- 2016 : Midnight Special : l'agent du FBI
- 2016 : Bad Moms : la mère de Mousey
- 2017 : Ces différences qui nous rapprochent (Same Kind of Different as Me) de Michael Carney : Clara
- 2017 : Logan Lucky : Gleema Purdue
- 2017 : The True Don Quixote : Janelle
- 2018 : Dumplin' : La mère de Millie

### Télévision
- 2004 : Torn Apart : une infirmière
- 2004 : Frankenstein : Jenna
- 2004 : La Maison des trahisons : la jeune mère
- 2004 : Un cœur pour David : Mme Kerns
- 2005 : En détresse : la barmaid
- 2005 : Ma recette pour l'amour : Cousine Prestolani
- 2005 : Passions sous la neige : Brenda Wyatt
- 2006 : Scarlett : Anita
- 2006 : Hello Sister, Goodbye Life : une serveuse
- 2006 : Thief : Flo (1 épisode)
- 2006 : Le Prix de la différence : Mme Carroll
- 2011 : Hart of Dixie : Mabel (1 épisode)
- 2014-2015 : Rectify : Beth (3 épisodes)
- 2015-2016 : The Walking Dead : Olivia (12 épisodes)
- 2016-2017 : Sun Records : Gladys Presley